# Eleanor Brooksby
Eleanor Brooksby, född mellan 1559 och 1562, död under 1600-talet, var en adlig engelsk katolik, känd för sitt stöd till Englands katoliker. 
Hon var dotter till William Vaux, 3:e baron Vaux av Harrowden och hans första fru Elizabeth. Tillsammans med sin syster Anne Vaux arbetade Brooksby mycket för att hjälpa Englands utsatta katoliker och de hyste dessa vid bland annat Baddesley Clinton i Warwickshire och White Webbs i Enfield Chase. Vid White Webbs hade flera av krutkonspiratörerna möten tillsammans och Brooksby och Vaux ska vid ett eller flera tillfällen hyst jesuiten Henry Garnet. Hon gifte sig med Edward Brooksby.
Den 24 augusti 1605 begav sig Brooksby ut på en pilgrimsfärd till St Winefride's Well i Holywell, Flintshire i Wales tillsammans med Vaux, Garnet, William Brooksby och hans fru Dorothy. De begav sig först till John Grants hem i Norbrook, sedan till Huddington Court i närheten av Worcester, genom Shrewsbury och sedan slutligen till Wales. Sällskapet innehöll då ungefär 30 personer och bland dem fanns bland annat Everard Digby, Edward Oldcorne och Nicholas Owen.